# Hypsicera subtilitor
Hypsicera subtilitor là một loài tò vò trong họ Ichneumonidae.